# Бурда (гори)
Бурда (Burda) — гірський масив в Словаччині; геоморфологічна підодиниця масиву Внутрішні Західні Карпати. Найвища точка — 395 метрів (Плешивець).. Місце розташування — Нітранський край.